# Mikojan-Gurevitj MiG-21
Mikojan-Gurevitj MiG-21 (ryska: Микоян Гуревич МиГ-21, NATO-rapporteringsnamn: Fishbed) är ett sovjetiskt jaktflygplan som utvecklades och producerades av den ryska flygtillverkaren Mikojan-Gurevitj.

## Utveckling
Den första deltavingprototypen (benämnd Je-4, även skriven E-4) flög den 14 juni 1956, och produktionsserietillverkade MiG-21 trädde i tjänst tidigt under 1959.

## Operationell historia

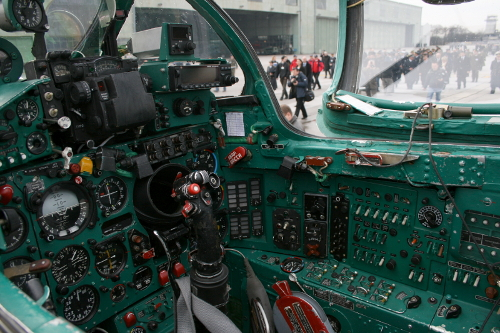
Mikojan-Gurevitj MiG-21, cockpit.

MiG-21 utkämpade strider i Vietnamkriget och var ett av de mest avancerade flygplanen av sin tid. Detta till trots föredrog många nordvietnamesiska äss att flyga MiG-17 då MiG-21:s höga vingbelastning gjorde flygplanet mindre lättrörligt och manövrerbart än MiG-17. Genom bruket av deltavingekonfigurationen kom flygplanet att bli det första framgångsrika sovjetiska flygplanet som kombinerade jaktplans- och genskjutningsjaktplansegenskaper i ett enda flygplan. Flygplanet räknades som ett lättviktsjaktplan och kunde nå Mach 2 trots sin relativt svaga motor. Flygplanets motsvarighet i västvälden utgjordes av det amerikanska F-104 Starfighter, det franska Mirage III och svenska Saab 35 Draken.
MiG-21 användes i stor skala i konflikterna i Mellanöstern på 60- och 70-talet av Egyptens, Syriens och Iraks flygvapen mot Israel. MiG-21 utklassades av den modernare F-15 Eagle (som konstruerats huvudsakligen för att bekämpa den sovjetiska MiG-25 "Foxbat"), som anskaffades av Israel på 1970-talet. Det indiska flygvapnet har varit en av de största användarna av detta plan sedan den använts i 1971 års krig med goda resultat. Flygplanet användes även så sent som 1999 i Kargilkriget med blandade resultat.
MiG-21 användes även i de tidiga skedena under det afghansk-sovjetiska kriget men fick snart träda tillbaka till förmån för de nyare och bättre MiG-23 och MiG-27.
På grund av bristande information är tidiga uppgifter om MiG-21 ofta ihopblandade med liknande flygplan som höll på att utvecklas av Suchoj. Jane's All the World's Aircraft 1960-1961 beskriver "Fishbed" som en Suchojkonstruktion och använder en bild av Su-9 "Fishpot."

### Användning i Finland
Det finländska flygvapnet införskaffade de första 22 MiG-21F-13-flygplanen år 1963 och de var i bruk fram till år 1986. Flygvapnet hade även i bruk 6 stycken tvåsitsiga skolvarianter, av vilka två var av typerna MiG-21UTI, MiG-21UM och MiG-21US.
Åren 1978–1984 anskaffades sammanlagt 26 MiG-21bis-flygplan.
MiG-21bis-versionerna utvecklades och förbättrades på många sätt i Finland. Bis-varianten var ett så kallat allvädersjaktflygplan. 
Den sista MiG-21bis, MG-138 (sn 75084608) togs ur bruk den 7 mars 1998 vid Karelens flygflottilj i Rissala. Flygplanet kan idag beskådas vid Mellersta Finlands flygmuseum i Tikkakoski.
| Benämning            | Antal | Tidsperiod  | Övrigt            |
| -------------------- | ----- | ----------- | ----------------- |
| MiG-21bis Fisbed-N   | 26    | 1977 - 1998 | Allvädersjaktplan |
| MiG-21F-13 Fishbed-C | 22    | 1963 - 1986 | Jaktplan          |
| MiG-21UM Mongol-B    | 2     | 1974 - 1998 | Skolflygplan      |
| MiG-21US Mongol-B    | 2     | 1981 - 1997 | Skolflygplan      |
| MiG-21UTI Mongol-A   | 2     | 1965 - 1997 | Skolflygplan      |

### CF-121 Redhawk – aprilskämtet
Den 1 april 2020 publicerade sajten The Aviation Geek Club en lång och välillustrerad artikel om hur Kanadas flygvapen 1960 köpte 30 stycken MiG-21 som ersättare för det nedlagda jaktflygplanet Avro Arrow. Dessa skulle ha tagits i tjänst av 121 och 441 Squadron i Cold Lake, Alberta med beteckningen CF-121 Redhawk. Inköpet skulle ha vållat en infekterad konflikt mellan USA och Kanada vilken skulle ha slutat med att Kanada återlämnade flygplanen till Sovjetunionen.
Artikeln var ett aprilskämt, men nådde stor spridning inom flygkretsar vilket land annat ledde till lansering av flygplansmodeller av MiG-21 med kanadensisk märkning och ett ”skin” i datorspelet War Thunder.

## Varianter

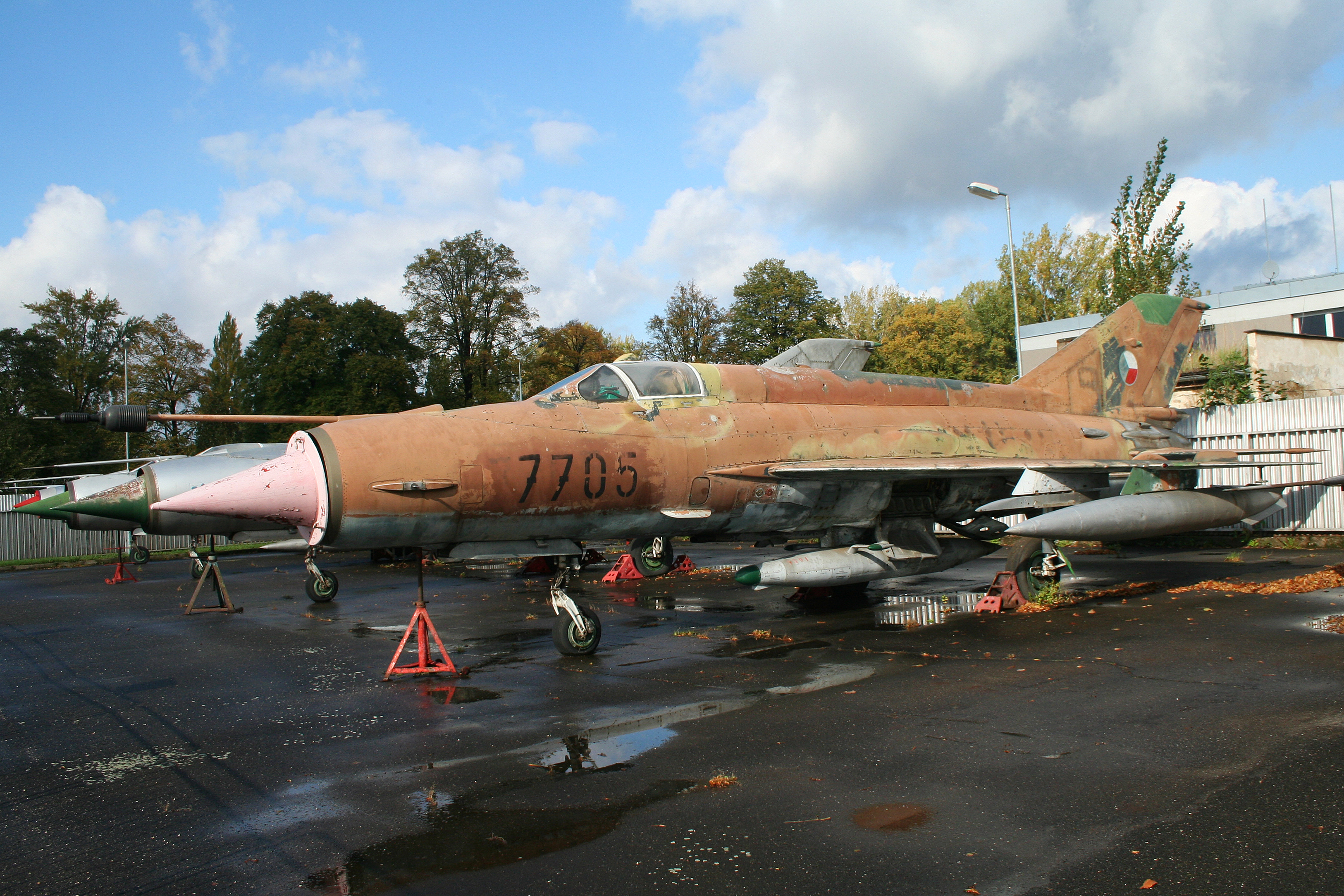
Tjeckoslovakisk MiG-21MF.

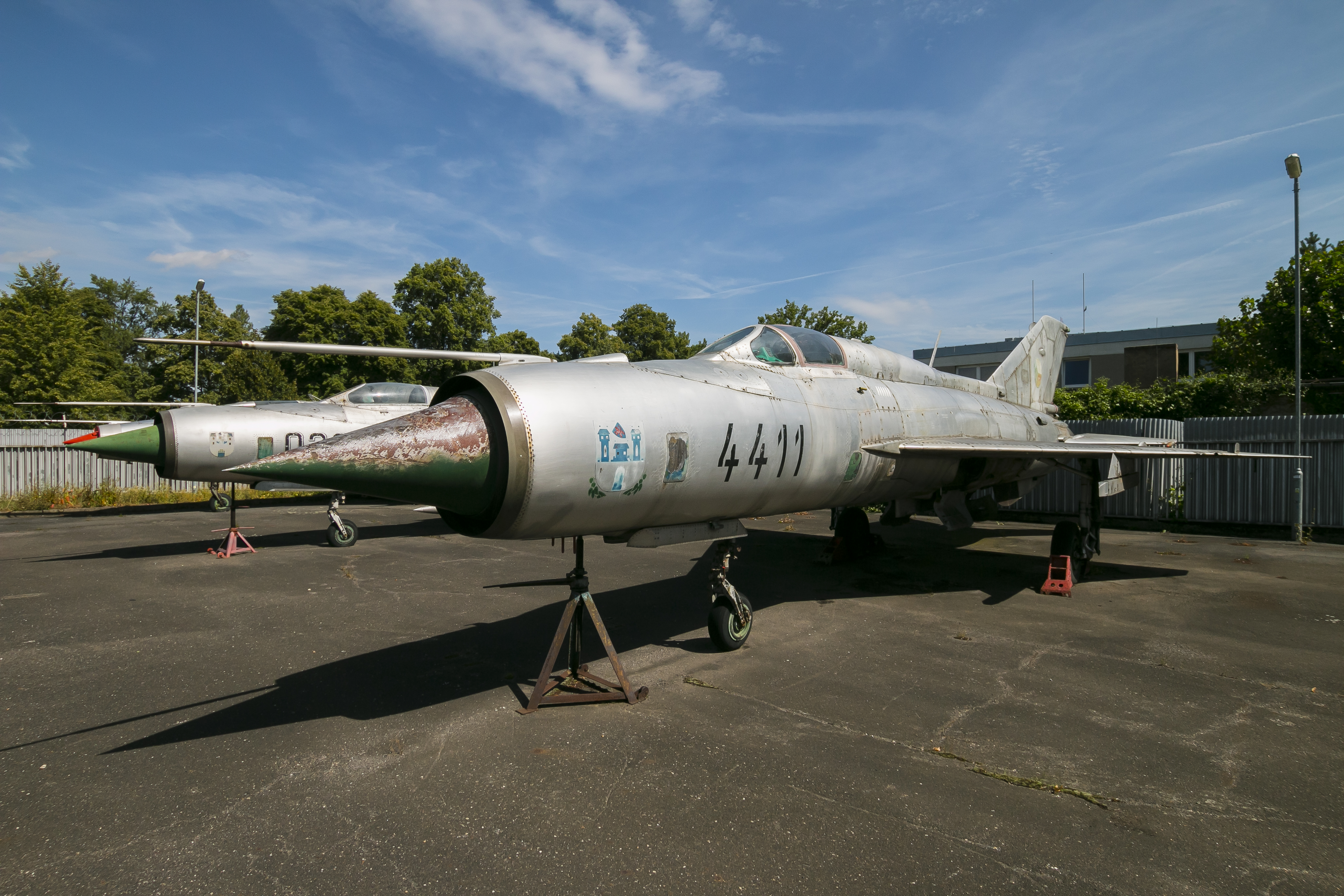
MiG-21PF.

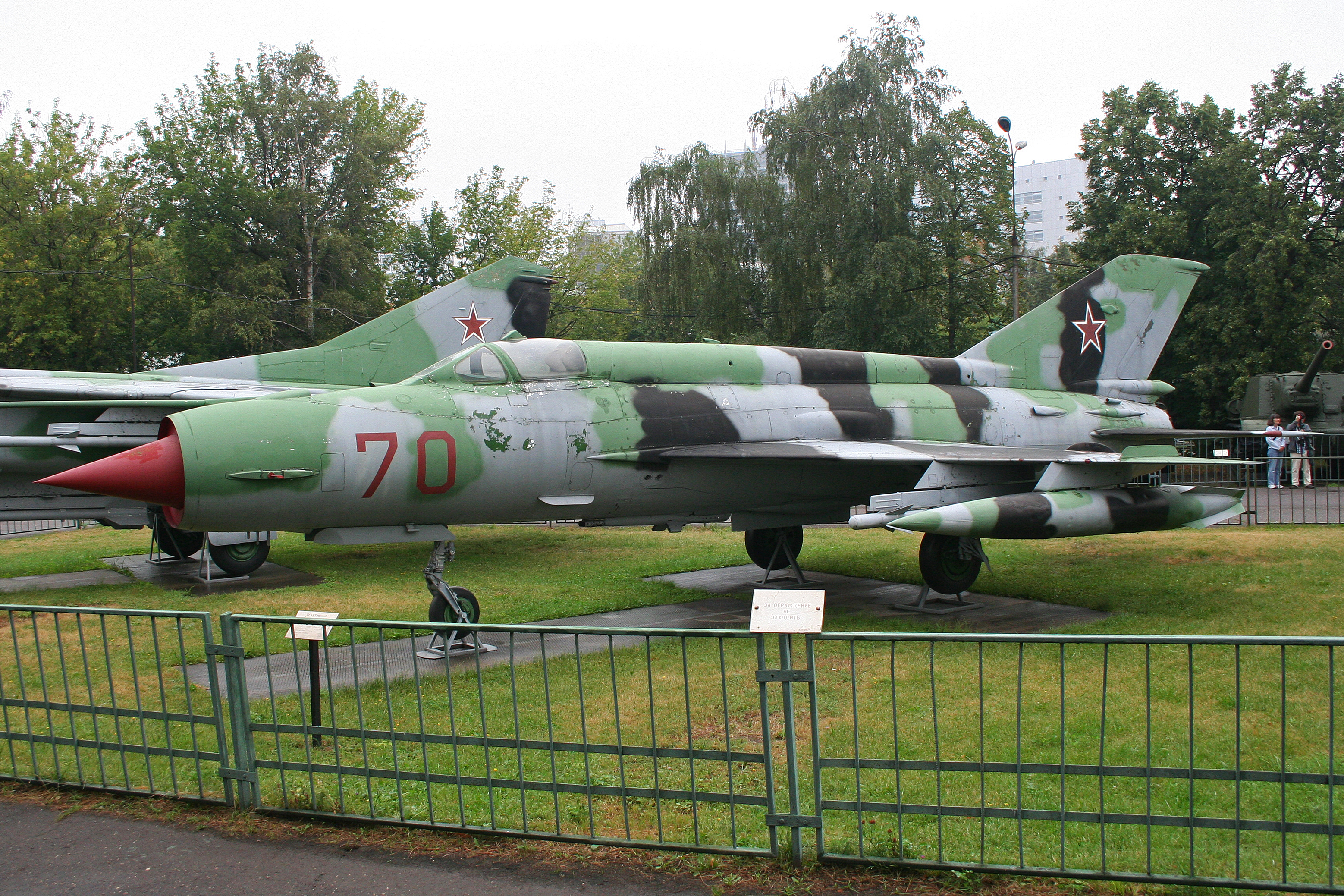
MiG-21SM.

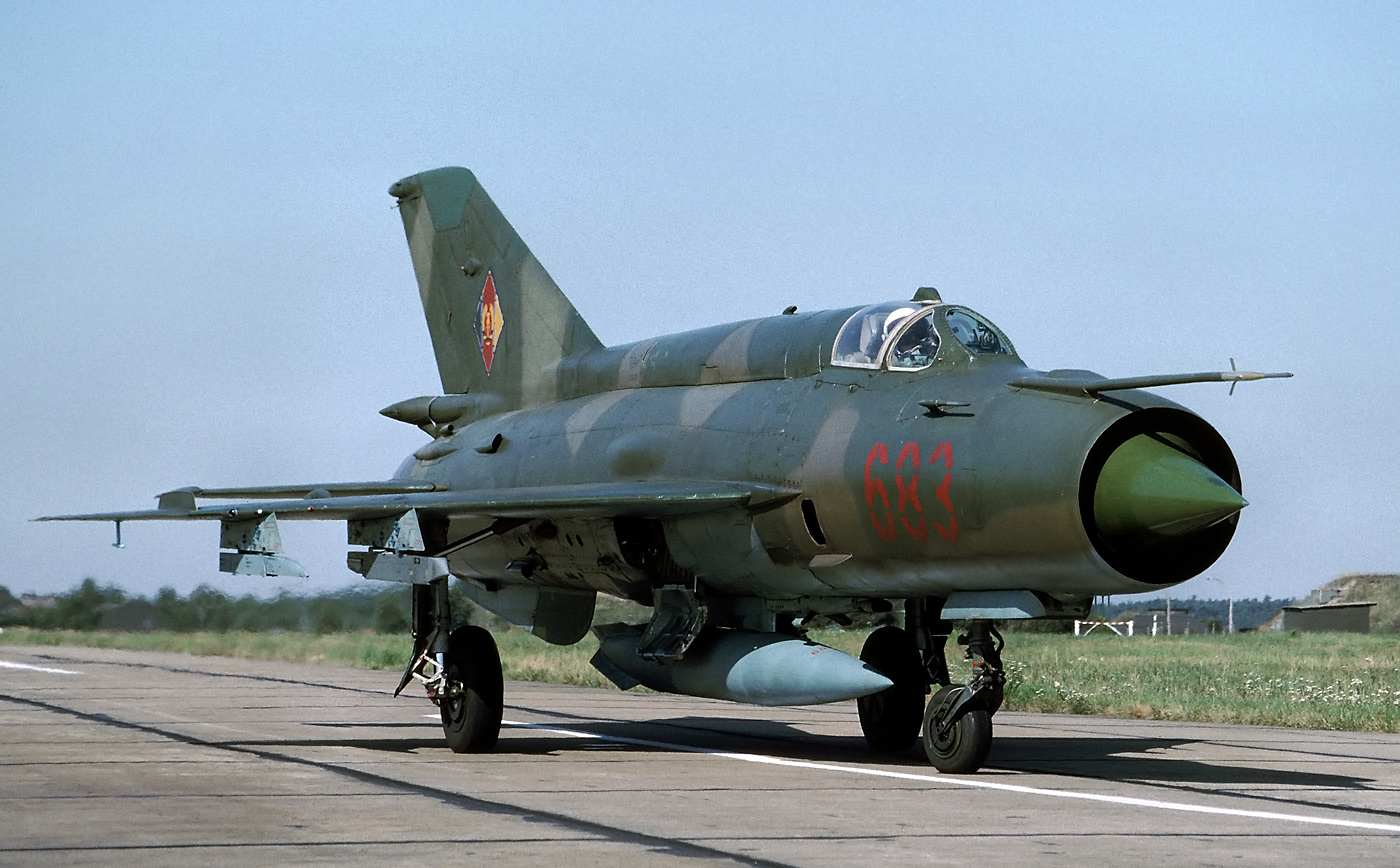
Östtysk MiG-21.

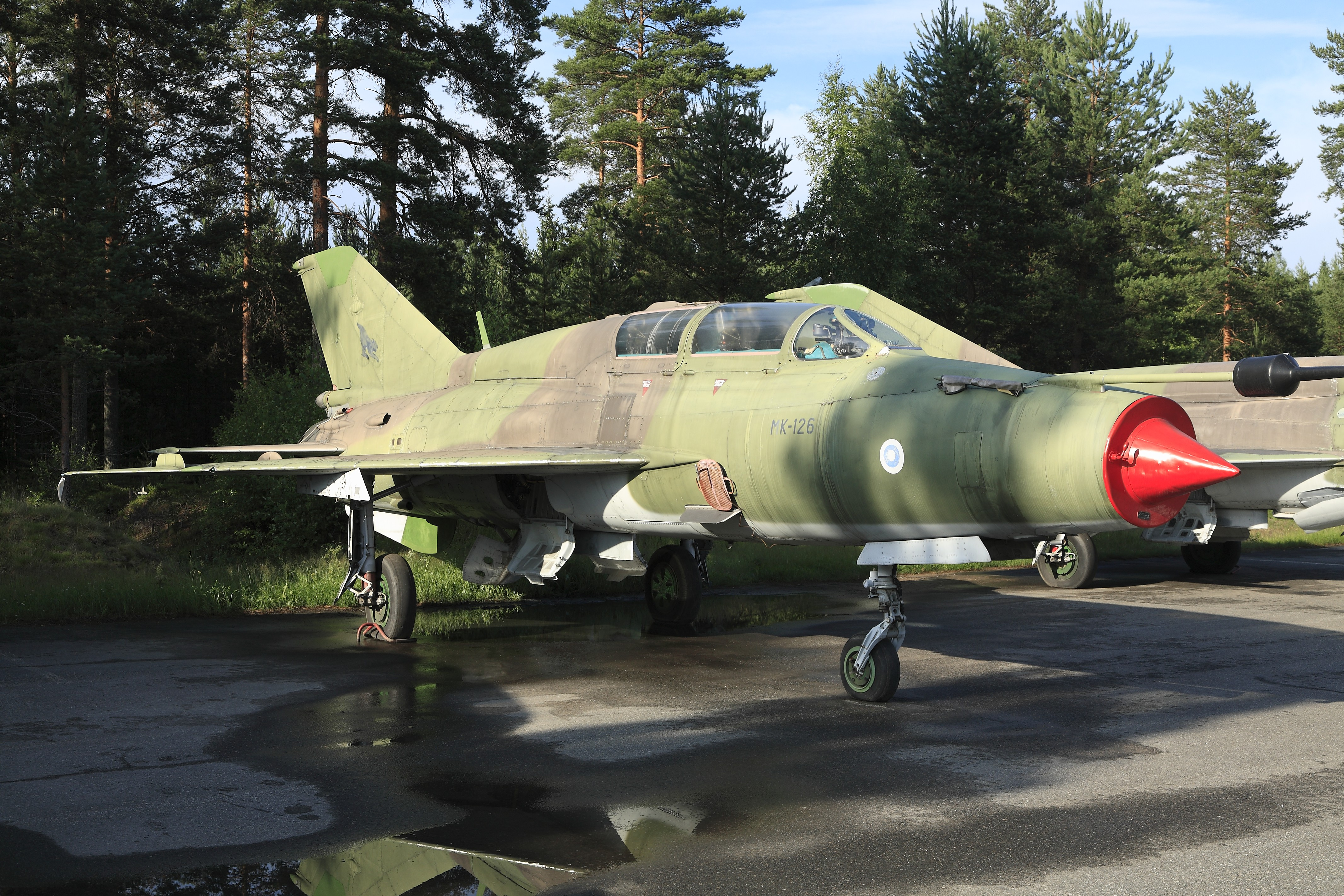
Finsk MiG-21UM.

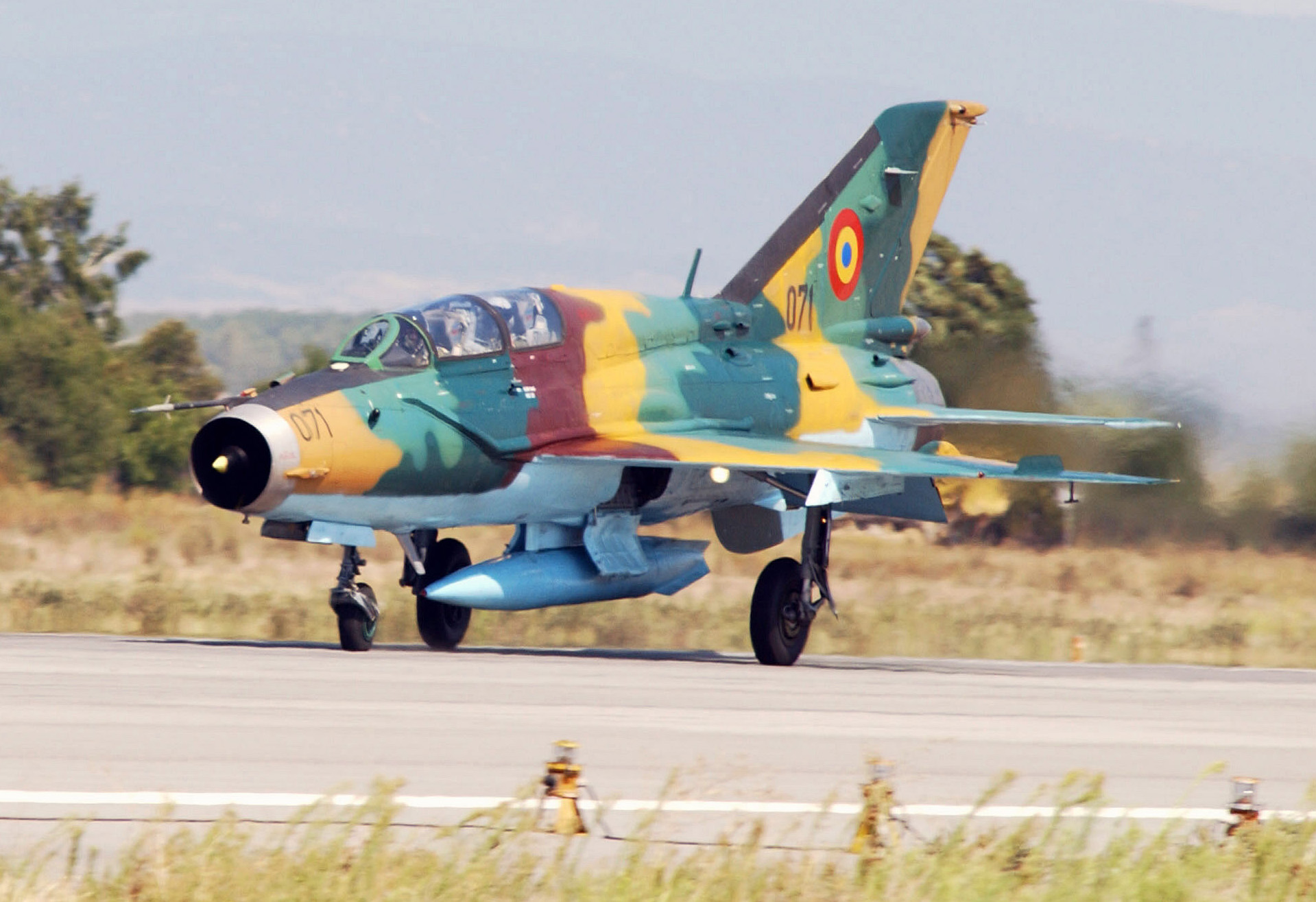
Rumänsk MiG-21.

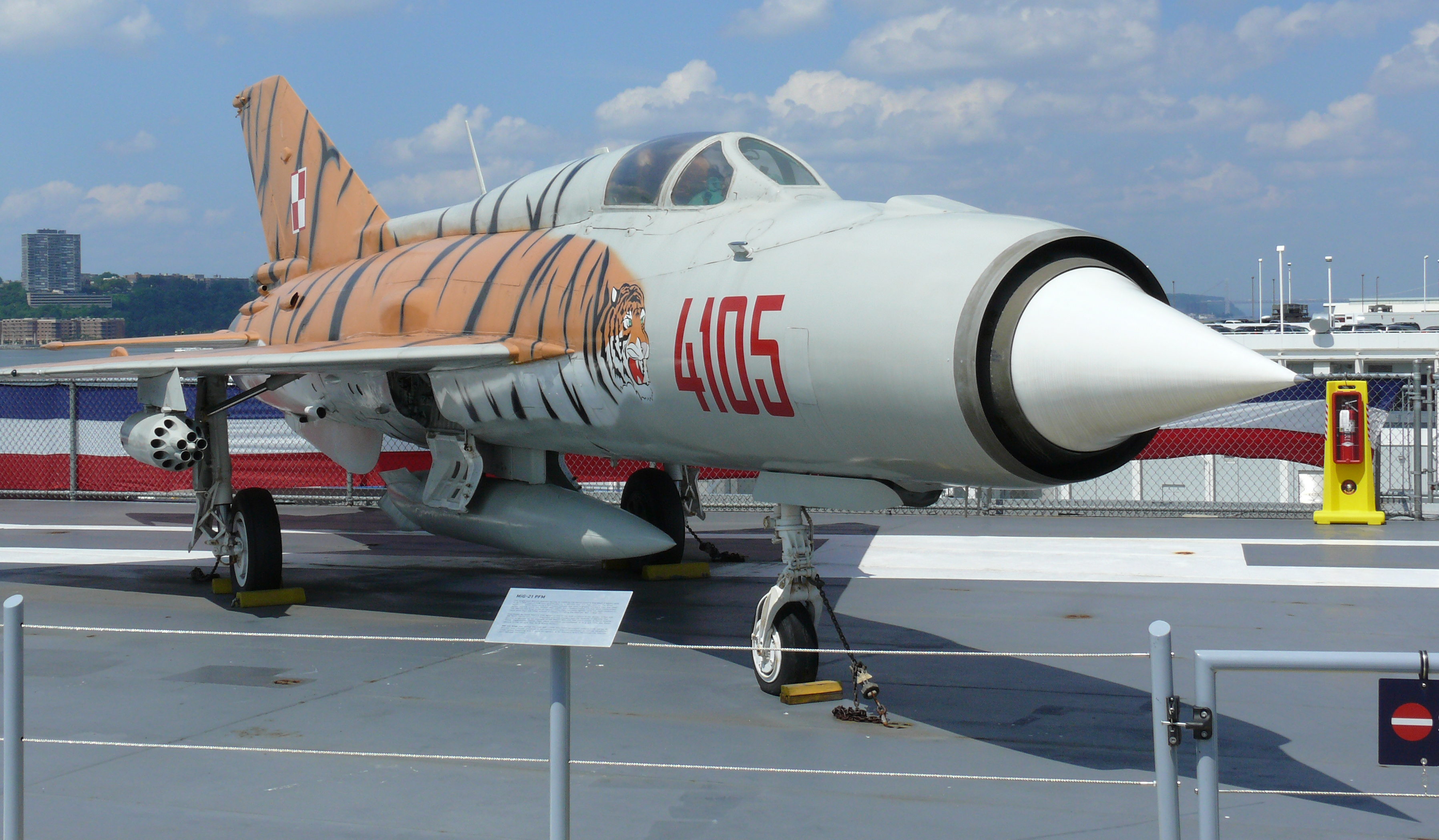
Polsk MiG-21.

MiG-21 har tillverkats i minst tjugo varianter med fyra större omkonstruktioner. Utöver den sovjetiska produktionen, förekom tillverkning i Kina ("Jianjiji-7" eller "J-7"), Indien och Tjeckoslovakien utöver dessa sker en ombyggnad av begagnade MiG-21 i Israel där planen förses med modern avionik, och västerländska motorer, de flygplanen benämns "MiG-21 2000".  Flygplanet har använts av ca 50 olika flygvapen.
- Je-2: Prototypflygplan med pilvingar. Nato rapporteringsnamn: Faceplate.
- Je-4: Prototypflygplan med deltavingar. Alternativ beteckning: (I-500).
- Je-5: Prototypflygplan med deltavingar. Nato rapporteringsnamn: Fishbed.
- Je-6: Tre förproduktionsflygplan.
- MiG-21: Namn för den första produktionsserien. Nato rapporteringsnamn: Fishbed-A.
- MiG-21F : Ensitsigt dagjaktplan. Denna modell var det första produktionsflygplanet, av vilka 40 flygplan tillverkades. MiG-21F hade en Tumanski R-11 turbojetmotor och var beväpnat med två 30mm NR-30 kanoner. Prototypen Je-6T döptes om till MiG-21F. Nato rapporteringsnamn: Fishbed-B.
- Je-50: Prototypflygplan med bakåtsvepta vingar
- Je-66: Ensitsig variant som byggdes för att slå världsrekordet i hastighet.
- Je-66A: Byggdes för att slå världsrekordet i altitud.
- Je-66B:
- Je-76:
- Je-152: Detta flygplan som var större än Mig-21 var ett flygplan med bättre egenskaper och erhöll åtminstone tre världsrekord.
- MiG-21F-13: Ensitsigt dagjaktplan med kort räckvidd. MiG-21F-13 var den första massproducerade modellen. Flygplanet framdrevs av en Tumanski R-11 turbojetmotor och var beväpnat med två Vympel K-13 (AA-2 Atoll) robotar mot flygplan samt en 30mm NR-30-kanon. Nato rapporteringsnamn: Fishbed-C. I Indiska flygvapnets tjänst kallades detta flygplan för Type 74. Flygplanet tillverkades även i Kina under benämningen Chengdu J-7 eller F-7 för exportversionen.
- Chengdu J-7I: Den första kinesiska produktionsmodellen. Liksom MiG-21F-13 var flygplanet ett ensitsigt dagjaktplan med kort räckvidd. Flygplanet framdrevs av en Wopen WP-7 turbojetmotor. Flygplanet exporterades till Albanien och Tanzania under designationen F-7A.
- MiG-21FL: Exportmodell av MiG-21PF. Byggdes på licens i Inden under designationen Type 77.
- MiG-21I "Analog" : Testflygplan som användes vid utprovningen av Tu-144s vingdesign.
- MiG-21SPS: Östtysk version.
- MiG-21P: Ensitsigt flygplan med begränsad allvädersförmåga, enbart beväpnad med jaktrobotar. Nato rapporteringsnamn: Fishbed-D.
- MiG-21PF: Ensitsigt flygplan med begränsad allvädersförmågaoch utrustad med en RP21 Sapfir radar. MiG-21PF är den andra produktionsmodellen. Prototypen till detta flygplan kallades Je-7 och i Indien kallas flygplanet för Type 76. Nato rapporteringsnamn: Fishbed-D.
- MiG-21PFS: Ensitsigt flygplan med begränsad allvädersförmåga och med uppgraderad radar och en kraftigare motor. Nato rapporteringsnamn: Fishbed-F.
- MiG-21PFM: Förbättrad version av MiG-21PFS. Nato rapporteringsnamn: Fishbed-F.
- MiG-21: Experimentflygplan med korta start- och landningsegenskaper. Nato rapporteringsnamn: Fishbed-G.
- MiG-21R: Ensitsigt variant av MiG-21PFM för taktisk spaning. Nato rapporteringsnamn: Fishbed-H.
- MiG-21RF: Ensitsigt variant av MiG-21MF för taktisk spaning. Nato rapporteringsnamn: Fishbed-J.
- MiG-21S: Ensitsigt jaktplan, utrustat med en RP-22 radar och en extern kanonkapsel (flygplanet identifierades felaktigt av NATO som MiG-21PFMA); även kallat E-8 eller Type 88 i indisk tjänst. Nato rapporteringsnamn: Fishbed -J.
- MiG-21SM: Ensitsigt jaktflygplan som var utrustad med en Tumanski R-13-300 turbojetmotor.Chengdu J-7, som var en kinesisk kopia av MiG-21.

Chengdu J-7, som var en kinesisk kopia av MiG-21.

- MiG-21PFV: Nordvietnamesisk version.
- MiG-21M: Exportvariant som drevs av en Tumanski R-13 turbojetmotor. Licensbyggdes även i Indien som Type 96.
- MiG-21MF: Ensitsigt jaktplan, utrustat med en RP-22 radar och en Tumanski R-13-300 turbojetmotor. Nato rapporteringsnamn: Fishbed-J.
- MiG-21MT:
- MiG-21SMT: Ensitsigt jaktplan, utrustat med en Tumanski R-13 turbojetmotor. Flygplanet hade en utökad bränslekapacitet och bättre elektroniska motmedel. Nato rapporteringsnamn: Fishbed-K.
- MiG-21bis: Ensitsigt jakt- och markstridsplan. Den sista produktionsmodellen. Detta flygplan var utrustat med en Tumanski R-25-300 turbojetmotor. Nato rapporteringsnamn: Fishbed-L.
- MiG-21bis: Ensitsigt jakt- och markstridsplan. Nato rapporteringsnamn: Fishbed-N.
- MiG-21U: Tvåsitsig skolflygplansvariant av MiG-21F-13. Detta flygplan kallades Type 66 i Indiska flygvapnets tjänst. NATO-rapporteringsnamn: Mongol-A.
- MiG-21US: Tvåsitsigt skolflygplan som kallades Type 68 i Indien.
- MiG-21UT: Tvåsitsigt skolflygplan. Nato rapporteringsnamn: Mongol-B.
- MiG-21UM: Tvåsitsig skolflygplansvariant av MiG-21MF. Detta flygplan kallades Type 69 i Indiska flygvapnets tjänst. NATO-rapporteringsnamn: Mongol-B. Användes till exempel av Serbien.
- JJ-7: Tvåsitsig skolflygplansvariant av J-7. Exportversionen kallades FT-7.
- MiG-21-93: Uppgraderad version (även kallat Bison).
- MiG-21 Lancer: Uppgraderad version för det rumänska flygvapnet.
- J-7II: Uppgraderad version av J-7. Ensitsigt flygplan med begränsad allvädersförmåga, beväpnat med två 30mm kanoner och utrustad med en kraftfullare Wopen WP-7B turbojetmotor. Flygplanet exporterades till Egypten, Sudan och Irak under benämningen F-7B.
- J-7E: Förbättrad version med en mera kraftfull motor.
- J-7MG: Förbättrad version.
- J-7III: Ensitsigt allvädersjaktplan som är utrustad med en Wopen WP-13 turbojetmotor.
- F-7BS: Exportmodell för Sri Lanka.
- F-7M Airguard: Exportmodell för Bangladesh, Iran,  Myanmar och Zimbabwe.
- F-7MP: Exportmodell för Pakistan.
- F-7P Skybolt: Exportmodell för Pakistan.

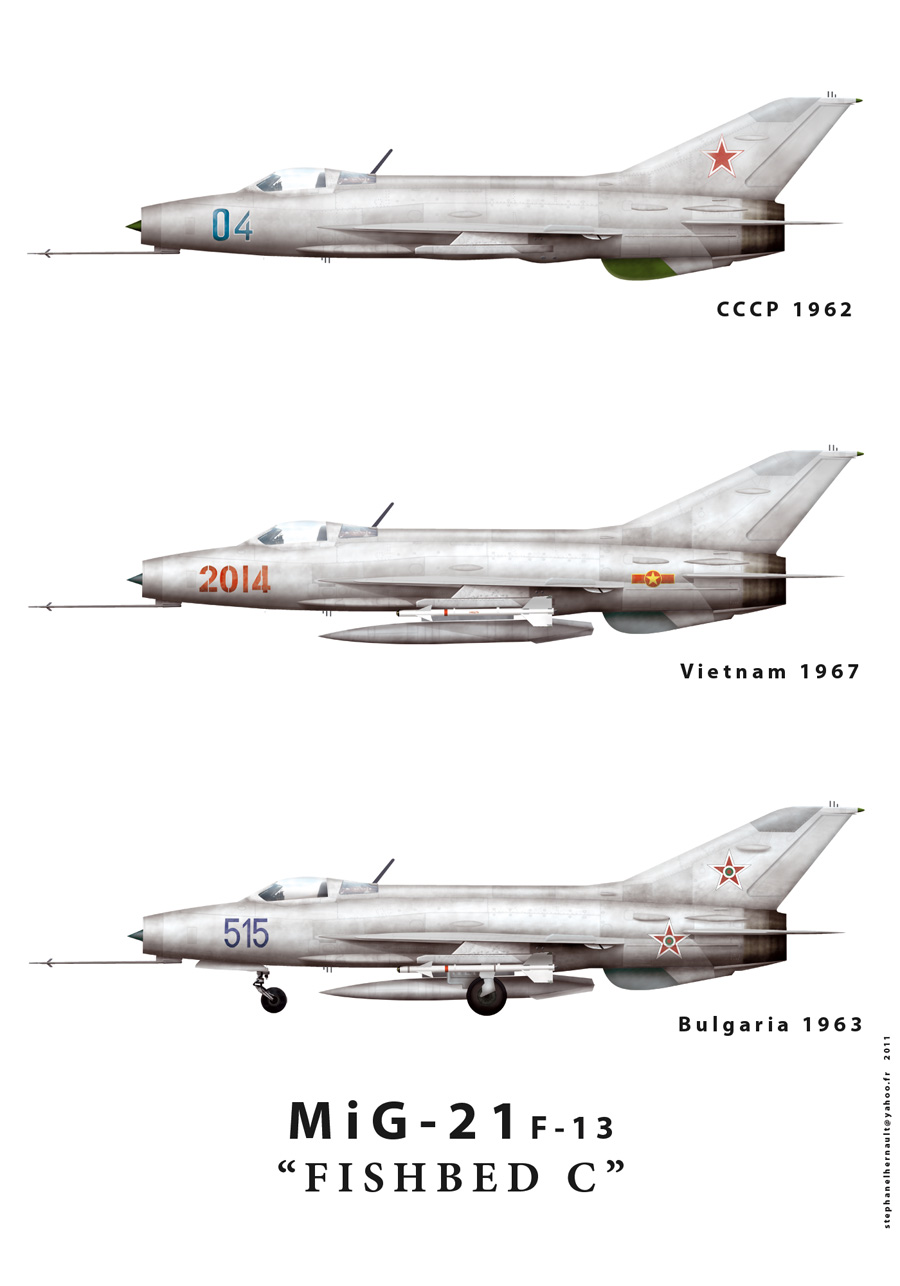
MiG 21 F13.
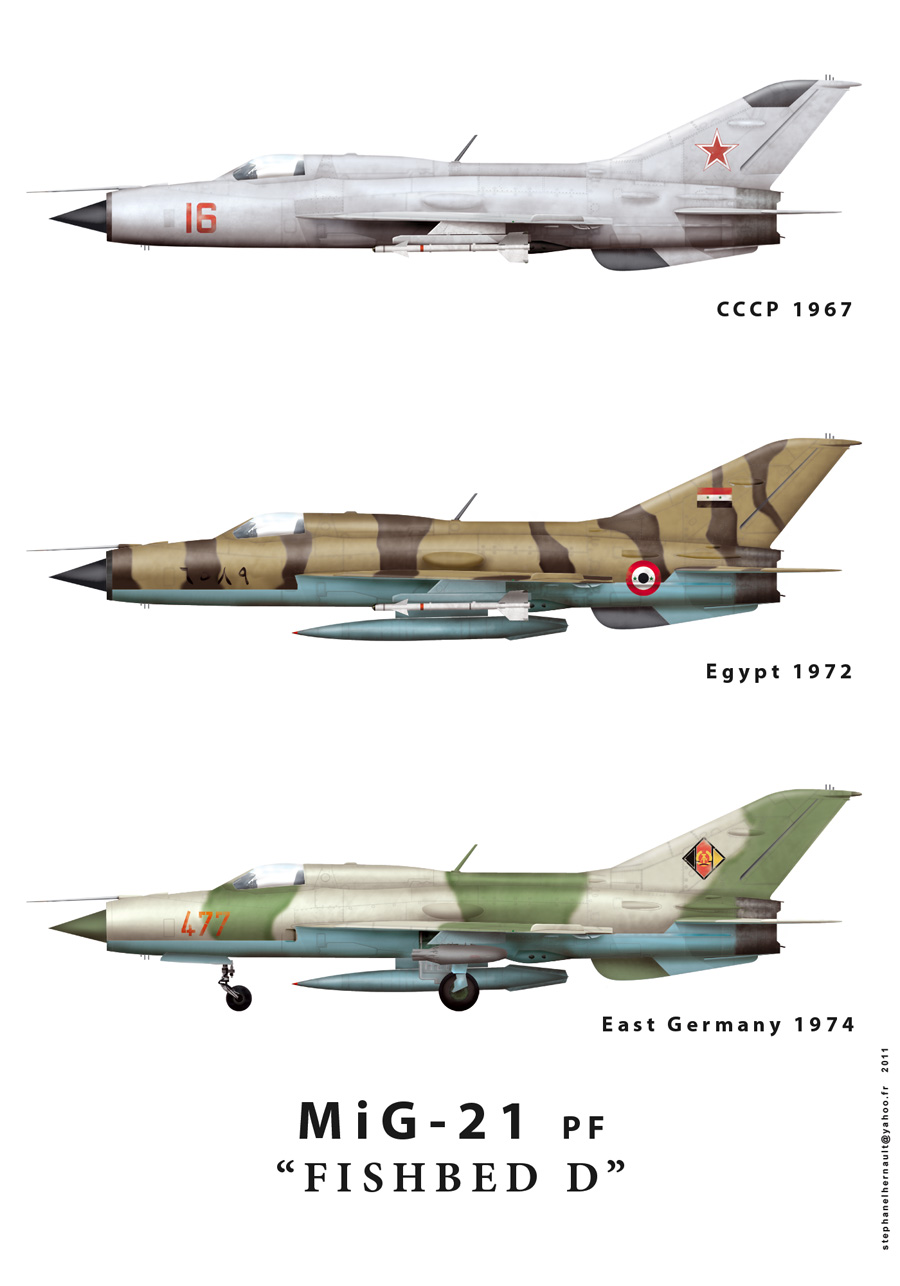
MiG 21 Fishbed D.
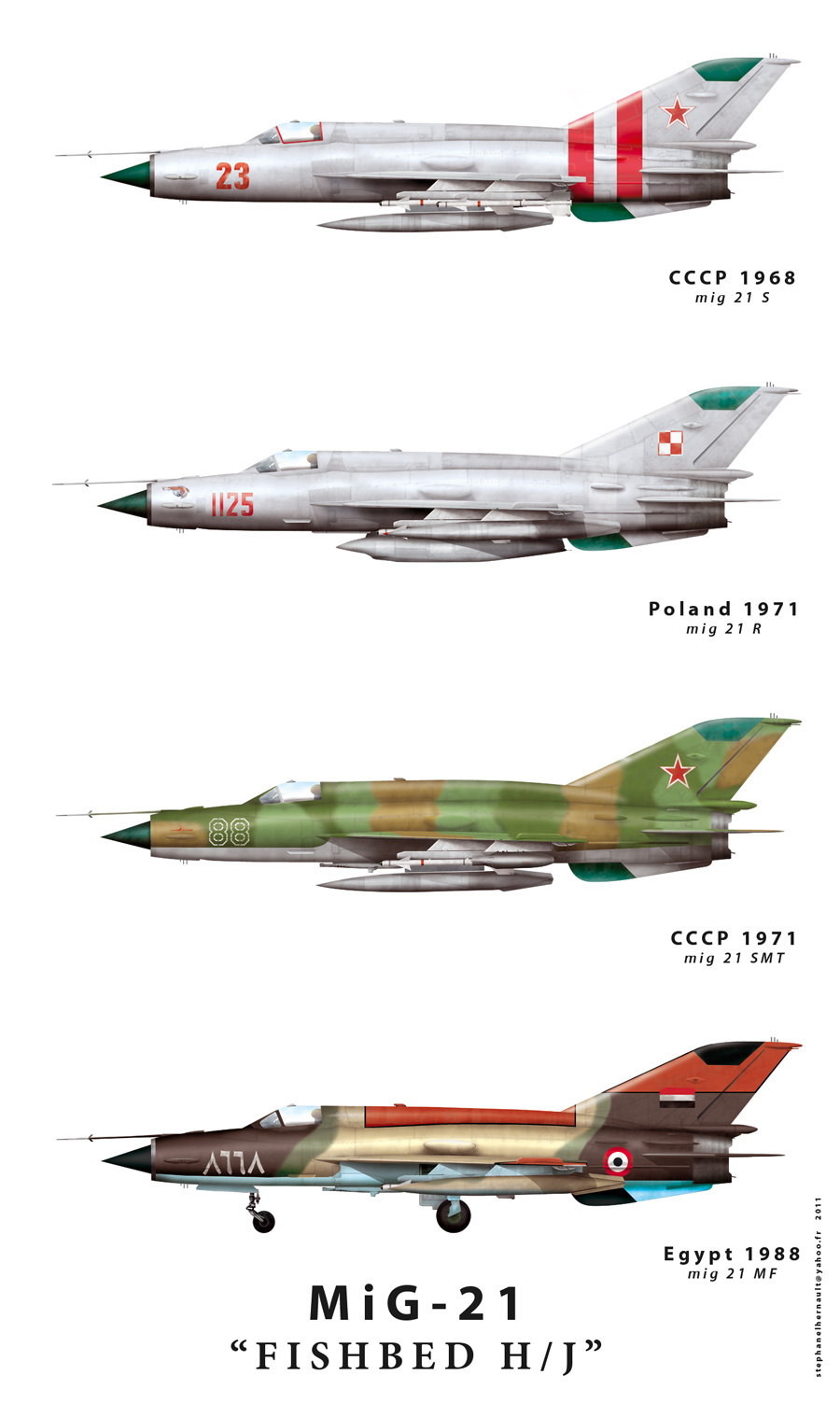
MiG 21 Fishbed H/J.
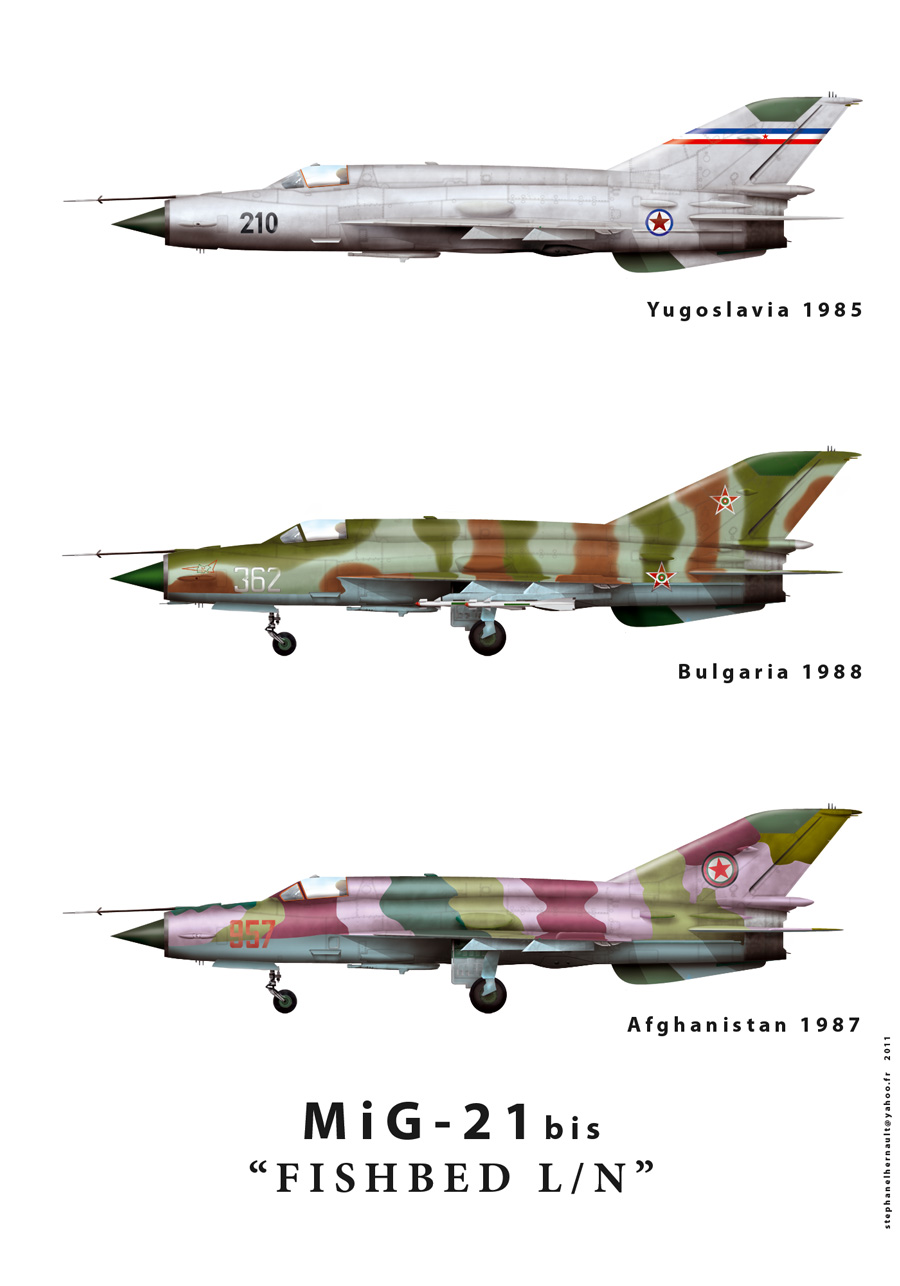
MiG 21 bis Fishbed L/N.

## Utländska varianter
Mellan 1962 och 1972 tillverkades MiG-21F-13 -varianten på licens av Aero Vodochody i Tjeckoslovakien. Aero byggde sammanlagt 194 flygplan under denna period. 
En nordvietnamesisk MiG-21MF som flögs av Phạm Tuân över Hanoi, i Nordvietnam den 27 december 1972 var troligtvis orsaken till den enda nedskjutningen av en amerikansk B-52:a genom tiderna. B-52:an hade cirklat över Hanoi under operation Linebacker II.
Produktionen av MiG-21bis på licens av Hindustan Aeronautics i Indien pågick till 1984. Trots en serie haverier under 1990-talet, som ledde till att flygplanet kallades "flygande kistan" i det indiska flygvapnet, har man beslutat att uppgradera omkring 128 MiG-21bis till MiG-21 Bisonstandard. Dessa kommer att fortsätta i indisk tjänst fram till 2015.
Kinesiska kopior av MiG-21 kallas Chengdu J-7 eller F-7 vid export.
Ryssland erbjuder nu en uppgradering av MiG-21 till MiG-21-93 -standard. Detta inkluderar en uppgradering av avioniken, installation av en Kopyo pulsdopplerradar som används av MiG-29 och som tillåter att flygplanet avfyrar mera moderna vapen såsom Vympel R-77 jaktroboten med lång räckvidd. Den uppgraderade avioniken förstärker flygplanets överlevbarhet såväl som dess möjlighet att möta fiendeflygplan. Andra uppgraderingar inkluderar installationen av en dubbel HDU, hjälmmonterat sikte och avancerade flygkontrollsystem.
Israeli Aircraft Industries (IAI) tillverkar ett uppgraderingspaket för MiG-21 som kallas MiG-21-2000. 
I ett samarbete mellan Aerostar SA och Elbit har Lancer-uppgraderingspaketet utvecklats för MiG-21:an. 114 stycken MiG-21:or har uppgraderats till MiG-21 Lancer för det rumänska flygvapnet.

## Användare
Följande stater använder eller har använt MiG-21 eller någon av de andra besläktade flygplanen i sina flygvapen:

- Afghanistans flygvapen
- Algeriets flygvapen
- Angolas flygvapen
- Azerbajdzjans flygvapen
- Bangladesh flygvapen
- Burkina Fasos flygvapen
- Bulgariens flygvapen
- Egyptens flygvapen
- Etiopiens flygvapen
- Finlands flygvapen
- Guineas flygvapen
- Indiens flygvapen
- Indonesiens flygvapen
- Islamska republiken Irans flygvapen
- Iraks flygvapen
- Jemens flygvapen
- Kambodjas flygvapen
- Folkets befrielsearmés flygvapen
- Kongo-Brazzavilles flygvapen
- Kroatiens flygvapen
- Kubas flygvapen
- Laos flygvapen
- Libyens flygvapen
- Madagaskars flygvapen
- Malis flygvapen
- Mongoliets flygvapen
- Moçambiques flygvapen
- Myanmars flygvapen
- Nigerias flygvapen
- Koreanska folkarméns flygvapen
- Pakistans flygvapen
- Polens flygvapen
- Rumäniens flygvapen
- Serbiens flygvapen
- Slovakiens flygvapen
- Somalias flygvapen
- Sovjetunionens flygvapen
- Sri Lankas flygvapen
- Sudans flygvapen
- Syriens flygvapen
- Tanzanias flygvapen
- Tjeckiens flygvapen
- Turkmenistans flygvapen
- Ugandas flygvapen
- Ukrainas flygvapen
- Ungerns flygvapen
- USA:s flygvapen (enbart som B-styrka)
- Vietnams flygvapen
- Zambias flygvapen
- Zimbabwes flygvapen
- Östtysklands flygvapen